# ویلیس ویتفیلد
 ویلیس ویتفیلد (انگلیسی: Willis Whitfield؛ زاده ۱۹۱۹ درگذشته ۱۲ نوامبر ۲۰۱۲) یک فیزیک‌دان اهل ایالات متحده آمریکا بود. 